# Alexander Lundberg
Lars Erik Alexander Lundberg, gift Markman, född 27 maj 1986 i Rättviks församling i dåvarande Kopparbergs län, uppvuxen i Örebro, är en svensk röstskådespelare. Han är bror till Kalle Lundberg.

## Filmer
- 1996 – Lilla Djungelboken (TV-serie)[3]
- 1997 – Lånarna – Peter Lender[4][3]
- 1997 – Nalle Puh och jakten på Christoffer Robin[3]
- 1998 – Lejonkungen II - Simbas skatt[3]
- 2000 – Tigers film – Christopher Robin[4][3]